# Hawker Siddeley Harrier
Die Hawker Siddeley Harrier ist ein einstrahliges senkrechtstartendes und -landendes Kampfflugzeug aus britischer Produktion. Benannt wurde die Maschine nach der Greifvogelgattung der Weihen (englisch harrier) und ihrem Entwickler Hawker Siddeley. Die Harrier basiert auf dem Versuchsflugzeug und Erprobungsträger Hawker P.1127.
Eine umfassende Weiterentwicklung stellt die McDonnell Douglas AV-8B Harrier II dar. Sie wird auch als die zweite Generation der Harrier bezeichnet.

## Geschichte

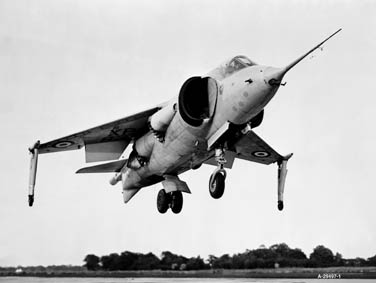
Erprobungsträger der Harrier, die Hawker P.1127

### P.1127 als Entwicklungsbasis
Die Harrier basiert in hohem Maße auf dem im Oktober 1960 zum ersten Mal geflogenen Erprobungsträger Hawker P.1127, der unter der Bezeichnung Kestrel in der Tripartite Evaluation Squadron auch seine Eignung als Kampfflugzeug zur Luftnahunterstützung nachweisen konnte. Die besondere Bedeutung des hier eingesetzten VTOL-Konzepts ist daran zu erkennen, dass die RAF die Entwicklung und Beschaffung des Flugzeugs trotz des 1957 Defence White Papers beauftragte, das vorsah, Entwicklungen im Rüstungsbereich von bemannten Flugzeugen zu Raketen zu verlagern.
Die enge Zusammenarbeit zwischen Hawker Aircraft (hauptsächlich für die Entwicklung der Zelle verantwortlich) und dem Triebwerkshersteller Bristol Engine war nach Aussage des Projektingenieurs Gordon Lewis für die Entwicklung der Harrier trotz aller technischen Schwierigkeiten und politischen Einflussfaktoren entscheidend. Im Juni 1960 wurde ein Vertrag zur Produktion von zwei Prototypen unterzeichnet. Von den insgesamt sechs Prototypen stürzten drei ab; einer davon während einer Flugshow auf der Pariser Luftfahrtschau 1963.

### Einsatzerprobung mit der Kestrel

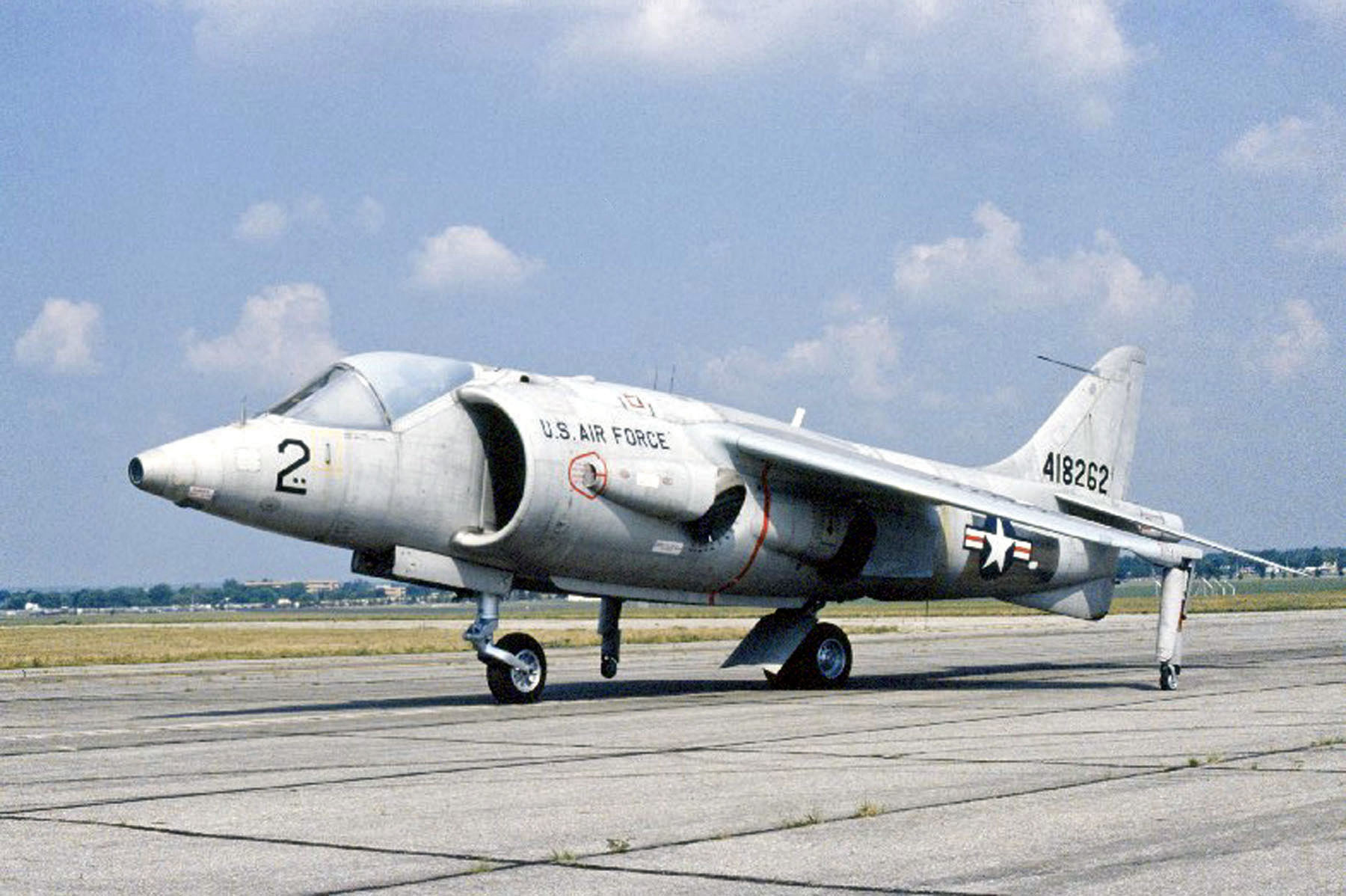
US-Prototyp XV-6A Kestrel

Ende 1962 vereinbarten das Vereinigte Königreich, die Vereinigten Staaten und die Bundesrepublik Deutschland, insgesamt neun weitere Vorserienmaschinen unter der Bezeichnung Kestrel FGA.1 zu beschaffen, um die Leistungsfähigkeit und das Potential von V/STOL-Flugzeugen unter Feldeinsatzbedingungen zu ermitteln. Hierzu wurde die Tripartite Evaluation Squadron (TES) (auch Tri-partite Evaluation Squadron) aufgestellt. Als Ergebnis sollte ein neues Einsatzkonzept für V/STOL-Kampfflugzeuge aufgestellt werden. Die TES war damit die erste militärische Einheit, die mit V/STOL-Flugzeugen ausgerüstet war. Die Feststellung der Einsatzbereitschaft der Kestrel erfolgte am 15. November 1964. Zehn Piloten (jeweils vier aus dem Vereinigten Königreich und den Vereinigten Staaten sowie zwei aus Deutschland) bildeten das Team der Testpiloten für diese Evaluierung. Im Rahmen dieser Vereinbarungen wurde auch die wichtige Frage der Kostenverteilung geregelt. Ein nicht unbeträchtlicher Teil der Entwicklungskosten für die neuartigen Triebwerke von Bristol Siddeley (später: Rolls-Royce) wurde von den USA und dem BMVg West-Deutschlands (im Rahmen der VAK 191B und fast 40 % alleine im Rahmen der Dornier Do-31-Entwicklung) getragen. Über den sehr hohen Anteil der US-Finanzierung sicherte sich das US-Verteidigungsministerium (DoD) ein gewichtiges Mitspracherecht bei der zukünftigen Entwicklung dieser vielversprechenden europäischen Projekte.
Bis zum Ende der Evaluierung im November 1965 erfolgten insgesamt 1366 Starts und Landungen. Während der Tests wurde ein Flugzeug zerstört, sechs weitere wurden unter der Bezeichnung XV-6A Kestrel in die Vereinigten Staaten überführt und weiteren Tests unterzogen. Die beiden verbliebenen britischen Kestrel wurden ebenfalls weiteren Testphasen in der militärischen Forschungseinrichtung RAE Bedford zugewiesen, wobei eine der beiden Maschinen mit dem Pegasus-6-Triebwerk ausgerüstet wurde.

### Weiterentwicklung zur Harrier
Noch vor der Einrichtung der Tripartite Evaluation Squadron begann Hawker mit den konkreten Planungen für eine Überschallversion der P.1127. Erste Untersuchungen fanden bereits 1960 mit der P.1150 statt. Nach der Aufgabe dieses Projekts sollte die darauf folgende P.1154 die in der OR.356 (Operational Requirement 356) festgehaltenen Anforderungen für ein überschallschnelles VTOL-Jagdflugzeug für die RAF und Royal Navy erfüllen. Die Navy verlor jedoch 1964 das Interesse und am 2. Februar 1965 stoppte die neue britische Labour-Regierung die Entwicklung der P.1154. Zur gleichen Zeit gab die Regierung bekannt, dass eine weiterentwickelte Version der Kestrel für die RAF beschafft werden würde. Dieses umkonstruierte Muster sollte billiger, wenn auch weniger leistungsfähig als die P.1154 sein, dafür aber deren Avionik weitgehend übernehmen. Die Hoffnung war, dass alle drei an der TES beteiligten Staaten (Großbritannien, USA, Deutschland) dieses Flugzeug anschaffen würden, was aber nicht eintrat.
Großbritannien erteilte 1965 einen ersten Auftrag für ein Entwicklungslos (Development Batch) von sechs Vorserienflugzeugen mit der Bezeichnung P.1127(RAF), später auch Harrier GR.1 (DB) genannt. Die ersten Flüge der sechs Vorserienmaschinen fanden zwischen dem 31. August 1966 und dem 14. Juli 1967 statt. Die Entwicklungsmaschinen wurden beim RAE, dem A&AEE und der Blind Landing Experimental Unit (BLEU) einer eingehenden Erprobung unterzogen. Diese fand auch unter annähernd tropischen Temperaturen in Sizilien statt. Sogar von der Helikopter-Plattform der italienischen Andrea Doria und auf dem argentinischen Träger Veinticinco de Mayo wurden Flüge durchgeführt.
Das erste Baulos der anschließenden Serienfertigung der GR.1 (auch GR.Mk.1) umfasste 60 Exemplare. Die Erstflüge dieser Flugzeuge fanden zwischen Dezember 1967 und März 1971 statt. Die 17 Maschinen eines zweiten Bauloses flogen zum ersten Mal zwischen Juni 1971 und Juni 1972. Die meisten Exemplare wurden ab 1972 zu GR.3 modifiziert.
Ab Anfang 1971 wurde mit dem Pegasus 10 (RAF: Mk 102, USMC: F402-RR-400) eine leistungsstärkere Triebwerksversion mit einem Schub von 91,2 kN bei der Umrüstung und Produktion der Harrier GR.1A eingesetzt, von der 17 Exemplare zwischen Juni 1971 und Januar 1972 neu gebaut wurden. Bis Ende 1974 war auch die Umrüstung der bereits vorhandenen Harrier abgeschlossen.
Die nachfolgende Variante GR.3 erhielt neben dem Pegasus 11 (RAF: Mk. 103, Schub: 95,7 kN) auch das LRMTS in der Rumpfnase und ein Radarwarnsystem (ARI.18223RWR) in einer Verkleidung an der Spitze der Seitenleitwerksflosse für die Abdeckung nach vorne und am hinteren Teil der Flosse für den 180° nach hinten. Alle GR.3 besaßen eine zur linken Seite ausgerichtete 70-mm-F95-Kamera für Aufklärungszwecke. Zur Film-Auswertung hatten die RAF an zwei Standorten mobile Reconaissance Intelligence Centre eingerichtet. Das erste Baulos dieser Serienvariante (das dritte insgesamt) umfasste ab Januar 1976 zwölf Maschinen. Im Rahmen des letzten regulären Bauloses wurden von 1980 bis 1982 24 Gr.3 hergestellt. Als Ausgleich von Verlusten im Falkland-Krieg wurden aber schließlich noch vier Exemplare hergestellt, was einen Gesamtbauumfang von 118 Stück ergibt.

### United States Marine Corps
Seit der Teilnahme 1968 bei den US-amerikanischen Tri-Service Trials (TST) mit den sechs in die USA gebrachten Kestrel der ehemaligen Tri-Partite Squadron, war das US Marine Corps (USMC) stark an der Beschaffung der Harrier interessiert. Die US Navy, die für die Beschaffung der Flugzeuge des USMC zuständig ist, schickte ein Test-Team nach England, das die Harrier ebenfalls als sehr gut geeignet für die vorgesehenen Zwecke beurteilte. Der hauptsächliche Beweggrund zur Beschaffung waren die Vorteile der Harrier bei der Luftnahunterstützung von amphibischen Landeoperationen. Dies sollte in drei Phasen ablaufen: zuerst von Schiffen (LHA- oder LPH-Typ) auf See, dann von einfachen Plätzen im Landekopf der Operation und schließlich von eingerichteten Flugplätzen aus. Kurzzeitig wurde erwogen, eine Lizenzfertigung in den USA einzurichten, schließlich wurde dies jedoch wegen der geringen Stückzahlen als nicht wirtschaftlich erachtet.

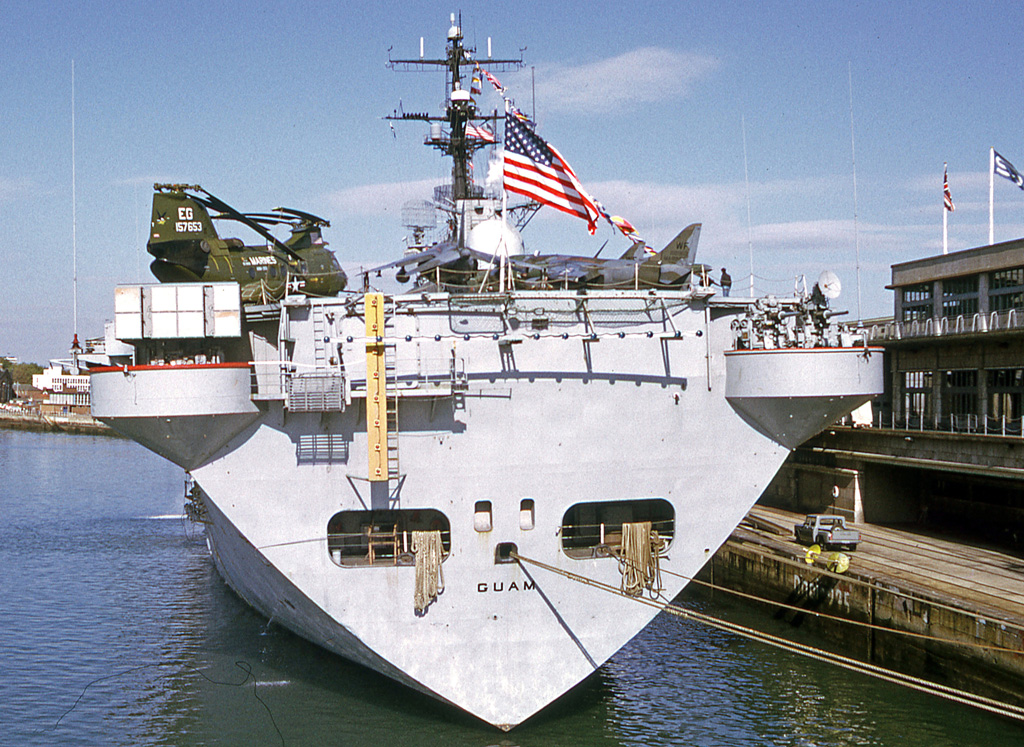
AV-8A der VMA-513 an Bord der USS Guam, 1974

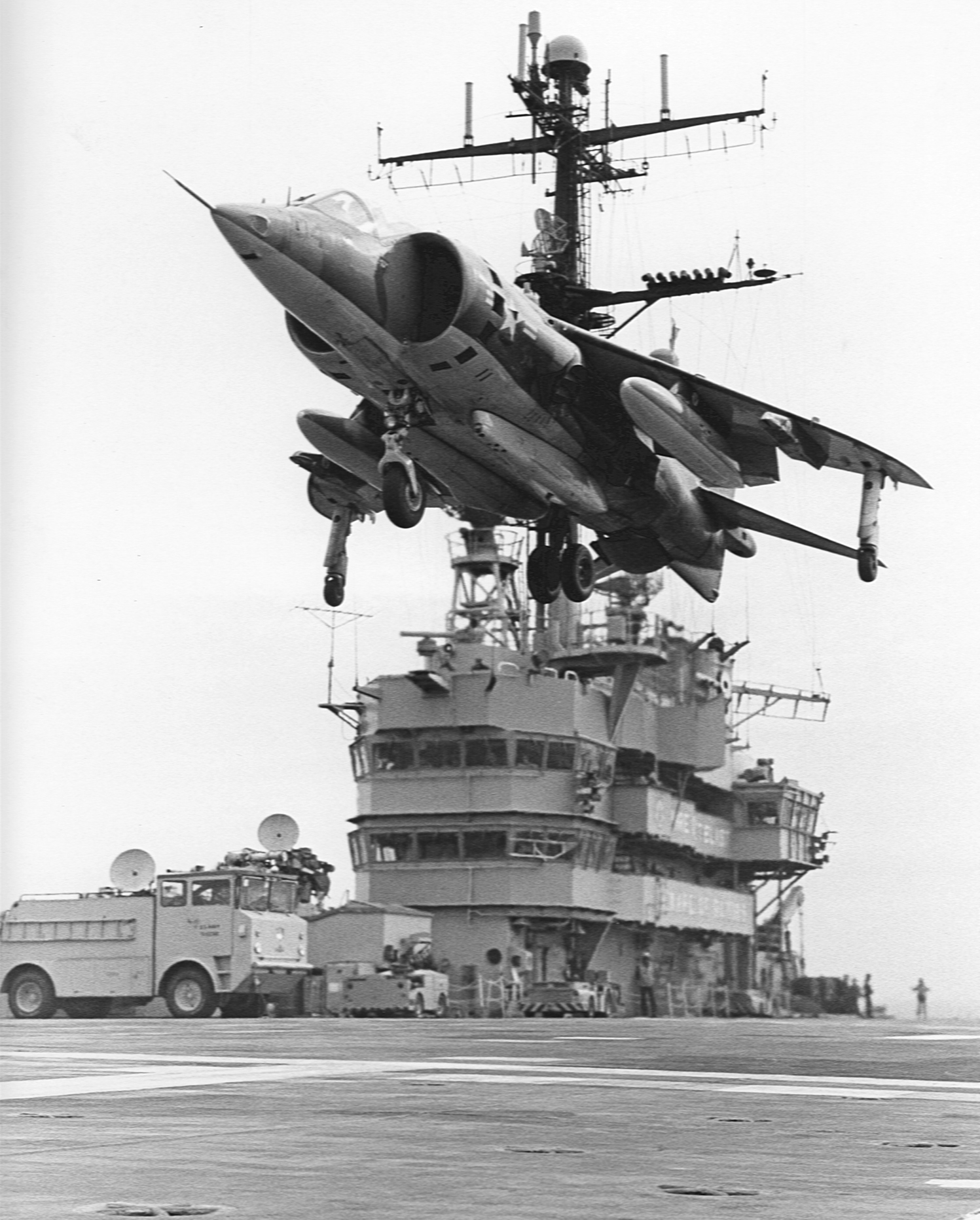
AV-8A im Schwebeflug über der USS Guam, Januar 1972

Nach Auseinandersetzungen im Senat/Kongress wegen der Beschaffung von Ausrüstung für die amerikanischen Streitkräfte außerhalb der USA stellte die US-Regierung die Mittel für die Fiskaljahre 1971/72 zur Beschaffung von zwölf Flugzeugen bereit. Unter der US-Streitkräfte-Bezeichnung AV-8A (Werksbezeichnung Harrier Mk.50) wurden diese Harrier an die auf der USS Guam stationierten Einheit VMA-513 geliefert. Nachdem bereits die NASA mit einer XV-6A 1971 erste Versuche zu den Möglichkeiten des Vectoring-in-forward-flight (VIFF) durchgeführt hatte, worunter das Schwenken der Düsenauslässe im Vorwärtsflug außerhalb des normalen Start- und Landevorgangs zu verstehen ist, setzte ein Anfang 1972 gestartetes gemeinsames Programm der USA mit Großbritannien diese Untersuchungen fort. Hierbei spielten vor allem die Ergebnisse von Versuchen der VMA-513 zur Manövrierbarkeit im Luftkampf eine wichtige Rolle. Hierbei konnte gezeigt werden, dass sich die Harrier beim Einsatz der VIFF-Technik siegreich gegen die F-4 Phantom II und F-86 Sabre durchsetzen konnte. Im Falklandkrieg setzten die Sea Harrier der Fleet Air Arm dieses Verfahren mit großem Erfolg im Luftkampf ein.
Diesem ersten Baulos folgten vier weitere, die ebenfalls einzelnen Fiskaljahren zugeordnet waren. Bis 1975 hatte das USMC 110 Maschinen erhalten, die ausnahmslos in Kingston gebaut und als Luftfracht in die USA gebracht wurden. Erste Exemplare hatten als Antrieb das Pegasus-102-Triebwerk und verwendeten das Ferranti-541-Trägheitsnavigationssystem, während die späteren Maschinen das stärkere Pegasus 103 und das amerikanische Baseline-System erhielten.

### Spanische Marine

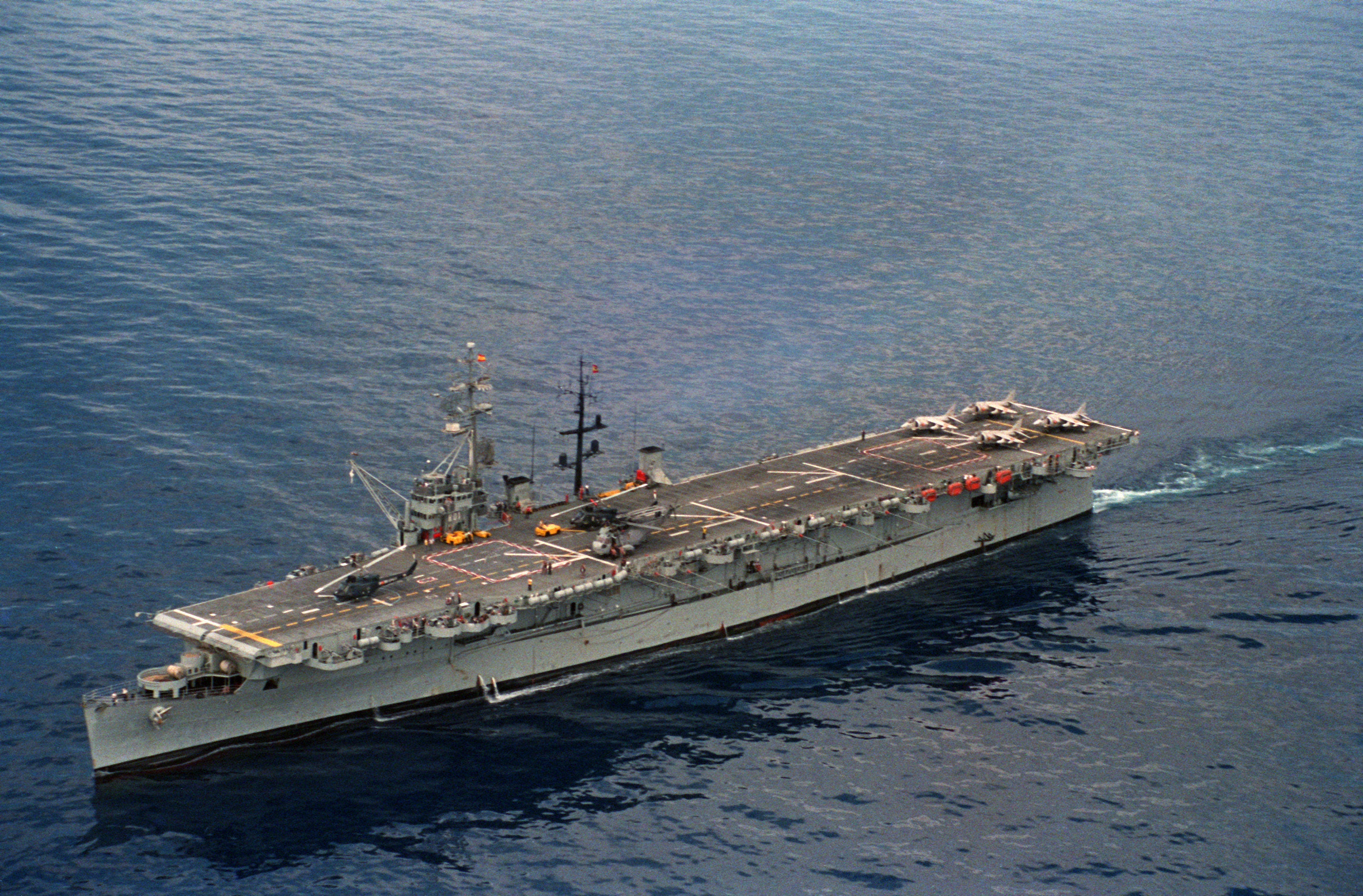
AV-8A an Bord der spanischen Dédalo (R1)

Bedingt durch die politischen Vorbehalte infolge der franquistischen Diktatur, konnte Spanien 1973 den Kauf von sechs Flugzeugen nicht direkt mit Hawker verhandeln, sondern musste die US-Regierung als Zwischenvermittler einschalten. Der Auftrag wurde an das letzte Baulos des USMC angehängt. Die AV-8A (Mk. 50) wurden ebenfalls in Kingston hergestellt und 1976 in die USA verschifft, wo die spanischen Piloten ihre Umschulung auf das Baumuster durchliefen. Dabei ging eine Maschine verloren. Die AV-8A dienten dann in der in Rota stationierten Escuadrilla 008 der spanischen Marine (Armada Española) unter der Bezeichnung Matador. Öfters war die Einheit auch auf dem Ex-US-Navy-Flugzeugträger Dédalo stationiert.
Im Jahr 1977 bestellte Spanien vier weitere Maschinen unter der Bezeichnung AV-8S Matador (Harrier Mk.55), wobei das letzte Flugzeug als Ersatz für das in den USA abgestürzte diente.

### Entwicklung von Doppelsitzern
Die zweisitzige Trainerversion erhielt einen um 1,19 m verlängerten Rumpfbug und eine um 28 cm erhöhte und um 84 cm nach hinten verlegte Leitwerksflosse. Der hintere Sitz ist gegenüber dem vorderen um 46 cm erhöht angeordnet. Am 24. April 1969 flog die erste von insgesamt 27 Harrier T.2, wobei die letzte davon am 2. Oktober 1987 an die RAF als letzte Harrier der ersten Generation abgeliefert wurde. Nach- und Umrüstungen mit den verbesserten Triebwerken führten zu den Bezeichnungen T.2A (Mk. 102) und T.4 (Mk 103). Für die T.4 war eine Weiterentwicklung zur T.6 vorgesehen und sollte hierbei die Nachtkampffähigkeiten der Mk.7 integrieren. Diese Pläne wurden 1990 aufgegeben, als entschieden wurde, neu gebaute T.10 zu beschaffen, die auf der Flugzeugzelle der Harrier II basierten. Der einzige Zweisitzer mit Nachtkampffähigkeiten blieb somit die XW267, die vom RAE modifiziert worden war.

## Einsatz
Am 1. April 1969 wurde die Freigabe für den Einsatz bei der RAF erteilt, obwohl zu diesem Zeitpunkt lediglich 20 % der Maschinen bereits mit dem Trägheits-Navigations/Angriffssystem Ferranti 541 (s. #Navigation und Zielunterstützung) ausgerüstet waren. Von April bis Dezember 1969 erhielt die No. 1 Squadron die ersten 20 Serien-GR.1. Von Beginn an war geplant, zwei Squadrons mit Harrier auszurüsten. In England war dafür die No. 1 Squ. in Wittering und in Deutschland die No. IV Squ. in Wildenrath vorgesehen. Zur Pilotenschulung wurde die No. 233 Operational Conversion Unit (OCU) ebenfalls in Wittering aufgestellt. Nachdem sich die Einsatzflexibilität der Harrier bei diesen Einheiten gezeigt hatte, begannen 1970 auch die No. 3 und 20 Squ. in Wildenrath mit dem Ersatz ihrer Ausrüstung durch die Harrier. Die ersten zweisitzigen Schulflugzeuge folgten ebenfalls 1970.
1977 verlegten die RAF-Harrier in Deutschland zum Standort RAF Gütersloh, wobei die No. 20 Squ. aufgelöst wurde. Aufgrund der örtlichen Gegebenheiten wurden die nominell 36 Flugzeuge auf nur zwei Staffeln verteilt, die No. 3 und 4 Squadron. Die No. 3 und 4 Squadron wurden von 1992 bis 1999 in RAF Laarbruch (Weeze) stationiert, anschließend nach England verlegt und einige Jahre später außer Dienst gestellt.
Zwei- bis dreimal pro Jahr wurden Übungen abgehalten, wobei die Squadrons aufgeteilt in Flights von jeweils sechs Flugzeugen in Übungsgebiete ohne feste Infrastruktur verlegten. Die Royal Engineers präparierten jedoch die entsprechenden Stellen mit schnell zu verlegenden Aluminiumplanken für den Sprungstart und die vertikale Landung. Startpisten hatten eine Länge von 230 m, während die Landefläche 21 m × 21 m groß war.
Die Neuausrüstung der RAF-Einheiten mit den GR.5- und GR.7-Versionen begann 1988 und war Anfang 1991 fast abgeschlossen. Lediglich bei der OCU und der No. 1417 Flight in Belize verblieben noch einige GR.3. Am 15. Dezember 2010 starteten von der RAF Cottesmore Air Station 16 Harrier zu einem letzten Flug in einer Diamant-Formation; damit endete die Ära der Hawker Siddeley Harrier in Großbritannien.

### Falklandkrieg
Während des Falklandkrieges erwies sich die Harrier den reinen Jagdflugzeugen, wie vor allem der von den argentinischen Streitkräften eingesetzten Dassault Mirage III, im Luftkampf als ebenbürtig und behielt im Luftkampf die Oberhand. Dafür ausschlaggebend waren mehrere Faktoren wie die bessere Ausbildung der britischen Piloten und die von den Vereinigten Staaten gelieferten AIM-9L-Sidewinder-Luft-Luft-Raketen, hauptsächlich aber, dass das so nie vorgesehene Schwenken der Schubdüsen während des Fluges bisher nicht für möglich gehaltene Manöver ermöglichte. Für den anfangs geplanten Einsatzzweck als Jagdbomber zur Luftnahunterstützung war die Harrier jedoch zu schwach gepanzert.

### Einsatzstand heute
Die erste Generation der Harrier (GR.1/T.2/GR.3/T.4/T.8), zu der auch die Sea Harrier (FRS.1, FA.2, FRS.51) zählen, fliegt, nachdem Indien seine Sea Harrier FRS.1 2016 außer Dienst gestellt hat, nur noch die thailändische Marine. Alle übrigen Nutzer verwenden die von der US-Firma McDonnell Douglas weiterentwickelte Version AV-8B Harrier II.

## Konstruktion

### Flugsteuerung
Die Steuerungseinrichtungen der Harrier entsprechen weitgehend denen der P.1127. So blieb die Schwebeflugsteuerung und Stabilitätskontrolle um die Längsachse mit Hilfe der Flatterventile Reaction Control Valves (RCV) an den Tragflächenenden erhalten. Ein zweites Ventilpaar für die Gierachsensteuerung befindet sich im Heck und im Rumpfbug. Die RCVs werden durch Luft gespeist, die aus der sechsten Stufe des Hochdruckverdichterteils des Triebwerks entnommen wird. Da diese Luft bereits stark erwärmt ist, werden die Rohrleitungen für die Führung an die Ventile aus Edelstahl hergestellt. Schon in einer frühen Erprobungsphase ergänzte man zwei Leitbleche unter dem hinteren Rumpfteil, um im bodennahen Schweben das „Luftpolster“ und den dazugehörigen höheren Druck unter dem Rumpf zu erhalten. Den gleichen Effekt erzielen die später als Standardbewaffnung angebauten Unterrumpf-Waffenbehälter, die auch zum typischen Erscheinungsbild der Harrier beitragen.

### Flugzeugzelle
Mit dem Übergang von der P.1127 zur Harrier erhielt der Entwurf seine dritte Tragflächenkonstruktion mit vergrößerter Spannweite, wobei die Spitzen über die Anlenkpunkte der Fahrwerksausleger hinaus reichten. Die Tragflächen erhielten insgesamt vier Außenlaststationen, an denen jeweils 2000-lb- oder 455-l-Zusatztanks innen und 680 lb außen mitgeführt werden konnte. Für einen Triebwerkswechsel muss bei allen Harrier die gesamte Tragfläche in einem Stück abgenommen werden. Die negative V-Stellung der auf drei Holmen aufgebauten Tragfläche ist mit 12 Grad ungewöhnlich groß. Die Pfeilung in 1/4 der Flügeltiefe beträgt 34 Grad.
Der Rumpf besteht größtenteils aus Aluminiumlegierungen. In thermisch hochbelasteten Bereichen, wie den heißen Triebwerksauslässen und den Bereichen in deren direkter Nähe werden jedoch Titan-Werkstoffe eingesetzt. Unter dem hinteren Rumpfbereich befinden sich zwei Befestigungspunkte für „strakes“ oder „cannon pods“ (mit zwei 30-mm-ADEN Maschinenkanonen bei RAF-Flugzeugen) und eine optionale Außenlaststation in der Rumpfmittellinie.
Optional kann auch über dem linken Triebwerkseinlaufs eine Betankungssonde zum Befüllen des 2865 Liter fassenden Rumpftanks angebracht werden. Das hydraulisch einziehbare Fahrwerk besteht aus einem einzelnen Bugrad, Zwillingsrädern unter dem hinteren Rumpfbereich und einem Paar Räder an Auslegern mit einer Spurweite von 6,76 m. Die Streben des Hauptfahrwerks können 18 cm einfedern, bevor sie auf Dämpfern aufsetzen. Der Pilot sitzt auf einem raketengetriebenen Zero-Zero-Schleudersitz des Typs Martin-Baker Mk 9.

### Triebwerk

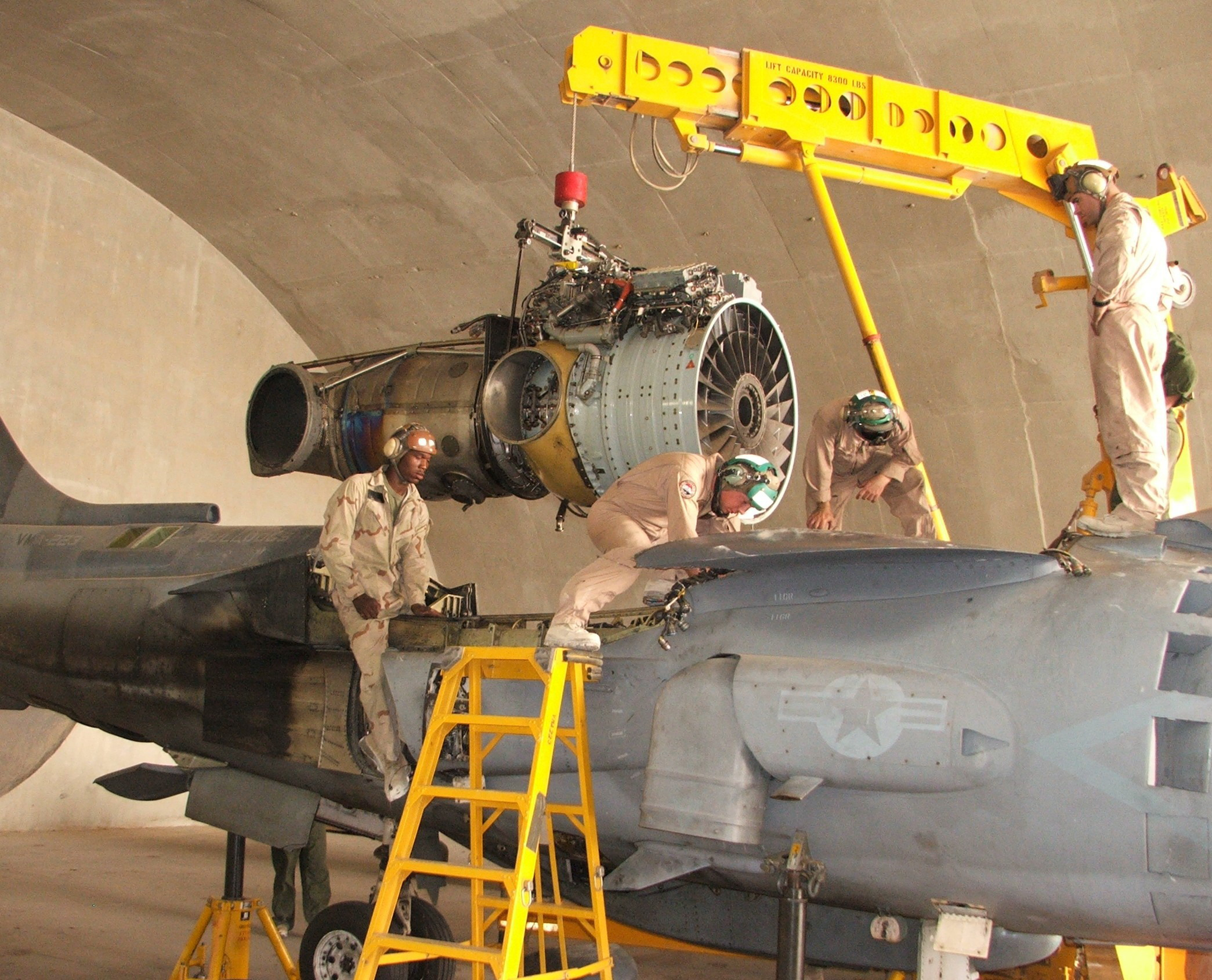
Triebwerkswechsel bei abgenommener Tragfläche, die Düsenauslässe sind nicht am Triebwerk, sondern an der Zelle angebracht

Das Pegasus-6-Triebwerk der ersten Harrier trug die militärische Bezeichnung Mk. 101 und erzeugte einen Schub von 84,5 kN (19.000 lb st). Die Veränderungen gegenüber dem Pegasus 5 betrafen den nunmehr ganz in einer Titanlegierung ausgeführten Fan, Düsen mit zwei Leitblechen und ein Wasser-Einspritzsystem. Die vier Düsenauslässe sind aus der horizontalen Lage über einen Bereich von 98°30′ drehbar, was bedeutet, dass die Harrier in der Lage ist, mit etwa 32 km/h (20 mph) rückwärts zu fliegen. Obwohl die Auslässe bei Demonstrationen des ausgebauten Triebwerks meistens an diesem befestigt sind, sind die Düsenauslässe Zellenkomponenten und aus Stabilitätsgründen mit dieser fest verbunden. Die Drehung erfolgt durch eine pneumatisch angetriebene Air Motor Servo Unit (AMSU), welche die benötigte Druckluft als Zapfluft von der sechsten Stufe des Hochdruckverdichters erhält. Die AMSU betätigt ein System von Wellen und Antriebsketten (serienmäßige Motorradketten), das für die Drehung sorgt. Sollte eine Düse nicht gedreht werden können, scheren die Antriebe der drei restlichen Düsen ab, so dass alle vier Düsen in der gleichen Stellung stehen bleiben und eine gefährliche asymmetrische Schubverteilung vermieden wird. Bei geringen Geschwindigkeiten öffnen sich automatisch an jedem Triebwerkseinlass acht Klappen, die für zusätzliche Ansaugluft sorgen. Zusätzlich entfernt eine automatisch betätigte Klappe in Cockpitnähe (bleed-door) die Grenzschicht der Rumpfströmung im Ansaugbereich des Triebwerks.
Anders als noch die Kestrel besitzt die Harrier eine Autostabilisierung, um die Arbeitsbelastung des Piloten zu verringern. Die vier Reaction Control Valves befinden sich in der Flugzeugnase, im Heck und an den Tragflächenenden und sind mit dem jeweils zugeordneten Steuerelement (Seitenruder, Höhenruder und Querruder) verbunden. Wenn sich die Steuerung in neutraler Stellung befindet, sind alle Ventile geschlossen. Proportional zur Auslenkung der Steuerorgane werden die Ventile geöffnet und Hochdruck-Zapfluft ausgeblasen. Die dauernd vorhandene Kopplung sorgt dafür, dass auch im Schwebezustand die aerodynamischen Steuerflächen mitbewegt werden, die Steuerung aber durch die RCVs erfolgt.

### Navigation und Zielunterstützung
Zum Ausgleich der fehlenden Radarausrüstung verwendete die Harrier zwei damals relativ neue Verfahren zur Navigation und zum Einsatz in der Bodenunterstützung. Von der P.1154 erbte die Harrier hierfür das Trägheitsnavigationssystem Ferranti FE541. Das Hauptanzeigeinstrument bildete dabei eine bewegte Karte, auf der die eigene Position zentriert dargestellt wurde. Ohne ein fortlaufendes Update durch TACAN und Kompass summierte sich bei der Positionsanzeige der Lagefehler auf etwa 3,7 km pro Flugstunde. Die zweite Neuerung war das Head-up-Display. Bei den ersten Serien-Harrier fehlte noch das Ferranti-Type-106-LRMTS (Laser Ranger and Marked Target Seeker), das erst ab 1976 in der Serienproduktion der einsitzigen Harrier verwendet wurde. Es wurde aber nachträglich in allen Maschinen und einigen Schulflugzeugen nachgerüstet.

## Mediale Rezeption
Im Film James Bond 007 – Der Hauch des Todes bedient sich der britische Nachrichtendienst MI6 einer Harrier T.2, die aus einem umgebauten Gasometer an der slowakisch-österreichischen Grenze versteckt senkrecht startet, um den überlaufenden General des KGB – Georgi Koskow – schnellstmöglich in das Vereinigte Königreich zu bringen.

## Varianten

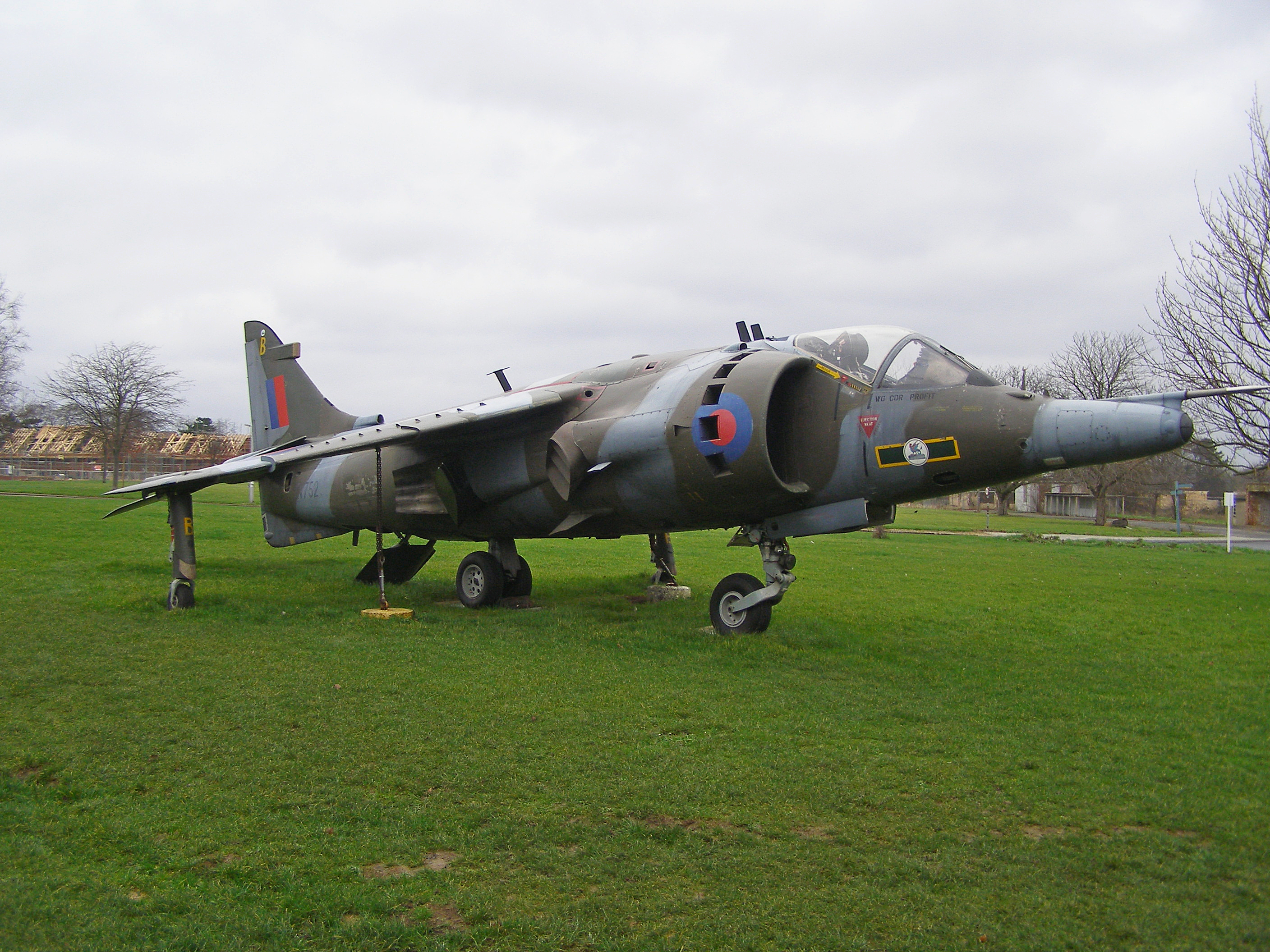
Ausgestellte Harrier GR.3 im Bletchley Park, England

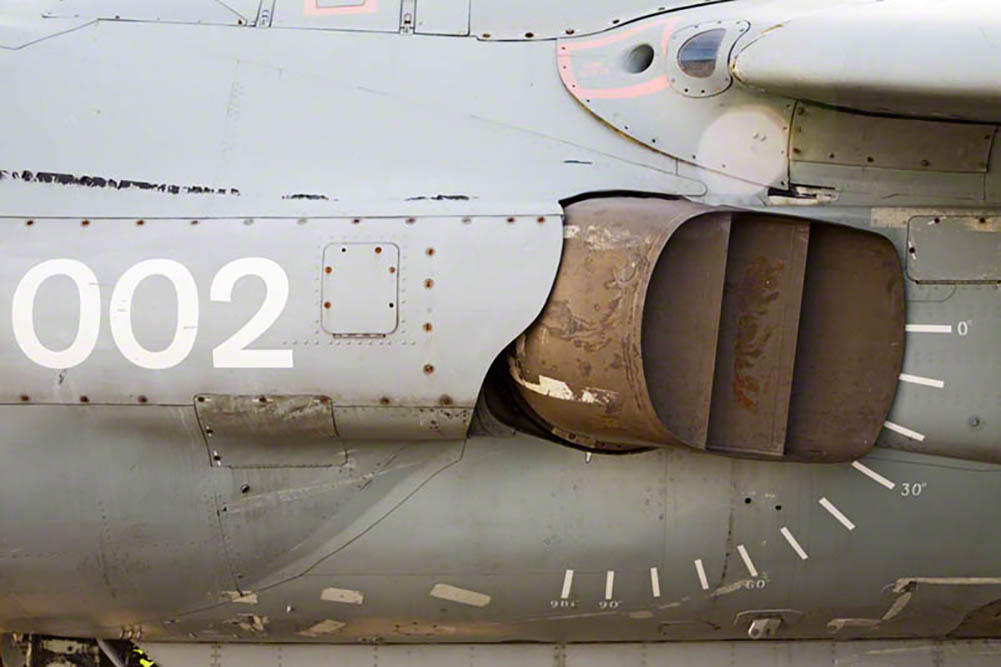
Schubvektorsteuerung der Harrier

Zu den Baureihenbezeichnungen siehe die Informationen über das Bezeichnungssystem britischer Luftfahrzeuge sowie das Bezeichnungssystem für Luftfahrzeuge der US-Streitkräfte.

### Übersicht

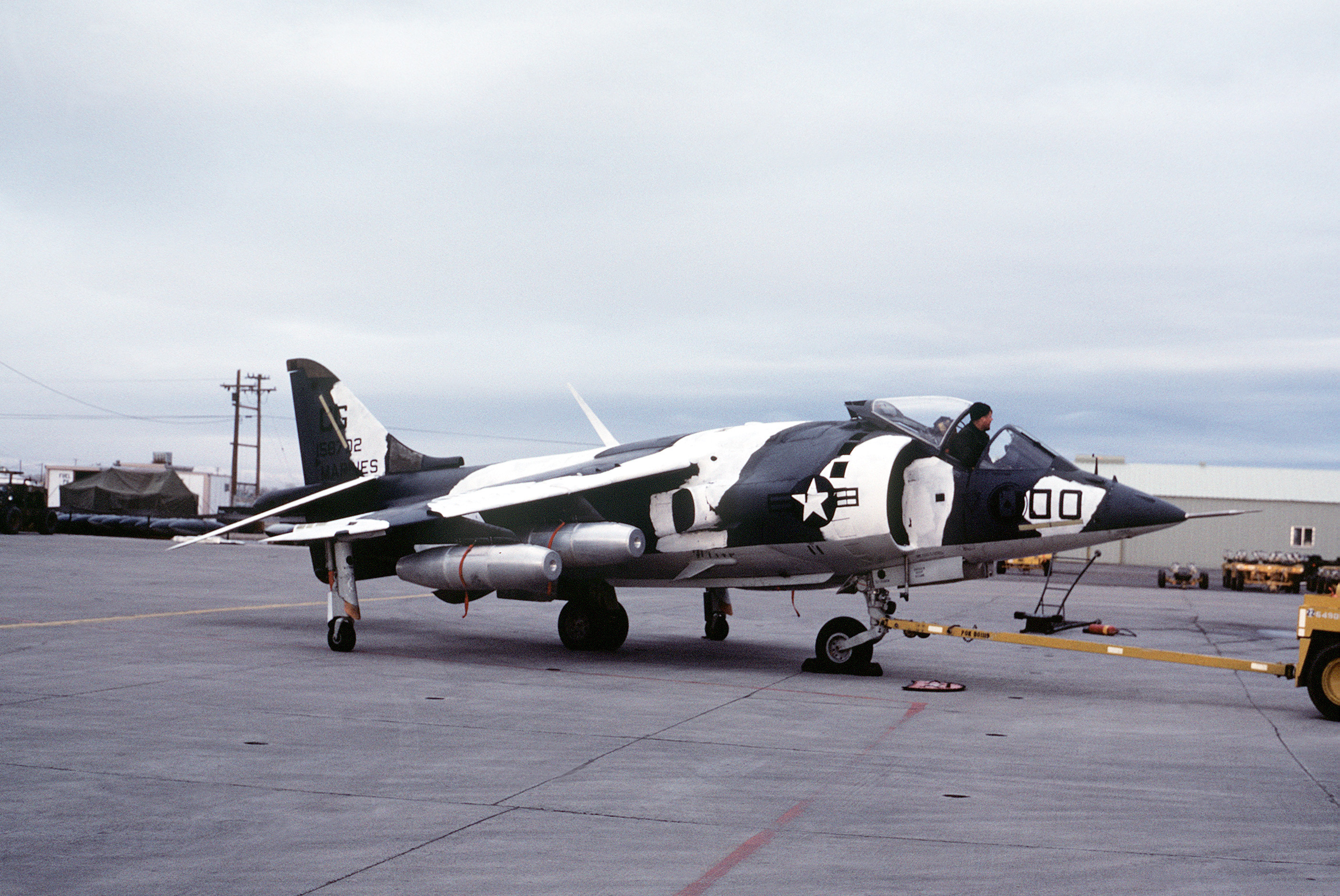
AV-8A im alternativen Farbschema des USMC

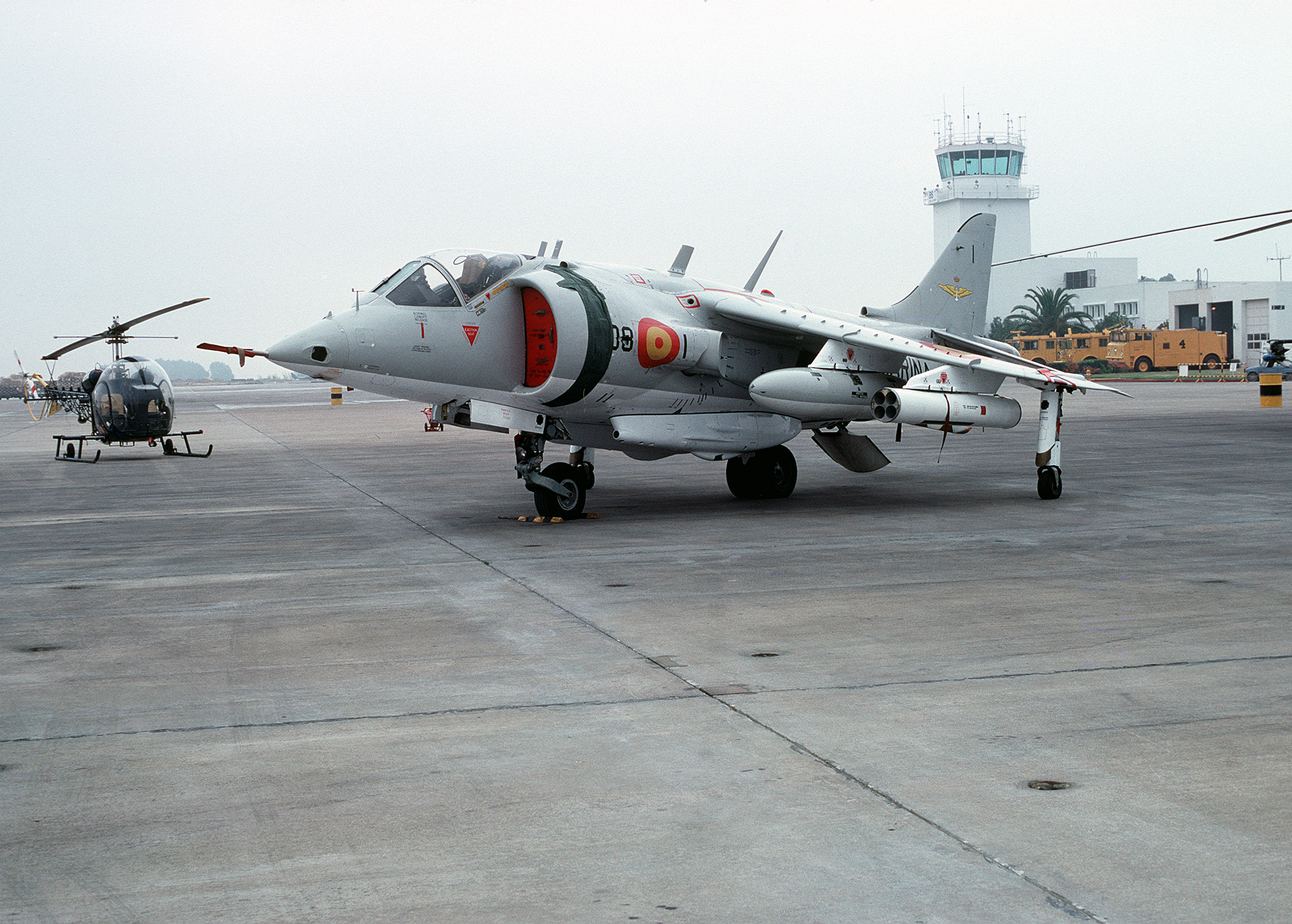
AV-8S Matador der spanischen Marine

Harrier GR.1
Die Hawker Siddeley Harrier GR.1 war das erste aus der Kestrel entwickelte Serienmodell. Ihr Erstflug erfolgte am 28. Dezember 1967. Sie wurde von der Royal Air Force (RAF) am 1. April 1969 in Dienst gestellt. Die Sprungschanzen-Technik (nach oben gebogene Enden des Flugdecks) für den STOVL-Start der Harrier auf den Flugzeugträgern der Royal Navy (RN) wurde auf dem Royal-Navy-Flugplatz RNAS Yeovilton (HMS Heron) in Somerset getestet.
Harrier GR.1A
Die GR.1A war eine verbesserte Version der GR.1. Der größte Unterschied war das verbesserte Pegasus-Mk-102-Triebwerk. 58 GR.1As stellte die RAF in Dienst, wovon 17 neu produziert sowie 41 GR.1s umgebaut wurden.
Harrier T.2
Für die RAF wurden elf Stück dieser bewaffneten Trainervariante gebaut. Die erste Maschine hatte im April 1969 ihren Erstflug und wurde im Jahr 1970 ausgeliefert.
Harrier T.2A
Verbesserte Version der T.2 mit Pegasus-Mk-102-Triebwerk für die RAF. Vier Stück wurden neugebaut und 1972/1973 geliefert, der Rest waren umgerüstete T.2.
Harrier GR.3
Die einsitzige Harrier GR.3 besaß gegenüber der GR.1/GR.1A verbesserte Sensoren wie einen Laser-Entfernungsmesser in der verlängerten Nase, eine Ausrüstung für elektronische Gegenmaßnahmen und ein weiter verbessertes Pegasus-Mk.-103-Triebwerk. Sie war die leistungsfähigste Variante der ersten Harrier-Generation. Dieses Modell wurde auch im Falklandkrieg eingesetzt. 40 Stück wurden als GR.3 neu gebaut, der Rest waren modernisierte GR.1/GR.1A. Die RAF bestellte insgesamt 118 Stück der GR.1/GR.3-Variante der Harrier.
Harrier GR.5
Ähnlich der US-amerikanischen AV-8B jedoch mit brit. Avionik und Schleudersitz. Im Oktober 1988 in Dienst gestellt.
Harrier GR.7
Wie GR.5 jedoch mit stärkerem Triebwerk mit 13 kN mehr Schub, einem zusätzlichen Multifunktionsbildschirm im Cockpit und FLIR über dem Bug. Ab 2000 AGM-65 Maverick-fähig. 1990 eingeführt.
Harrier GR.9
Wie GR.7 jedoch mit erweiterter Software für Nutzung des Sniper-Zielbehälters. Von 2006 bis 2009 modifiziert.
Harrier T.4/T4.A
Zweisitzige Trainerversion für die RAF ähnlich dem GR.3-Standard der Einsitzer. Die RAF erhielt zwischen 1976 und 1983 zwölf neugebaute sowie modernisierte T.2 und T.2A.
Harrier T.4N
Zweisitzige Trainerversion für die RN. Diese erhielt ab 1983 je zwei neue und zwei T.4/T.4A aus Beständen der RAF.
Harrier T.8
Zweisitzige Trainerversion für die RN. Die fünf Maschinen waren modernisierte T.4 und T.4N.
Harrier T.52
Einzelner Prototyp des Herstellers aus dem Jahr 1971.
Harrier T.60
Zweisitzige Trainerversion für Sea Harrier FRS.51 der indischen Marine, die zwischen 1984 und 1992 vier Stück erhielt.
Sea Harrier FRS.1
Auf der GR.3 basierendes Muster für den Fleet Air Arm der RN zum Flugzeugträgereinsatz, jedoch mit in der Sicht verbessertem Cockpit, verbessertem Radar und seetauglichen Materialien. Ab 1978 wurden insgesamt 57 Stück in Dienst gestellt.
Sea Harrier FA.2
Verbesserte Version der FRS.1, welche die gesammelten Erfahrungen aus dem Falklandkrieg umsetzte. Die Umbauten wurden anfangs als FRS.2-Upgrade bezeichnet. So wurden neue radargelenkte Luft-Luft-Lenkflugkörper AIM-120, ein verbessertes Blue-Vixen-Radar mit look-down-Fähigkeiten und ein verbessertes Cockpit eingesetzt. Weiter wurde die Reichweite erweitert. Der Erstflug erfolgte im Jahr 1988. Es wurden Aufträge für 34 umgebaute und 19 neue Flugzeuge durch die Royal Navy erteilt.
Sea Harrier FRS.51
Für die indische Marine änderte der Hersteller die Sea Harrier FRS.1 ab. So wurden unter anderem die Luft-Luft-Lenkflugkörper Matra R550 Magic integriert. Zwischen 1984 und 1992 erhielt Indien 57 Stück für den Flugzeugträgereinsatz.
AV-8A Harrier
Einsitzige Bodenangriffsversion für den Einsatz in der Luftnahunterstützung und als Aufklärer. Die AV-8A des United States Marine Corps (USMC) waren der frühen GR.1-Version sehr ähnlich, aber mit dem Triebwerk der GR.3 ausgerüstet. 113 Flugzeuge wurden für das USMC und die spanische Marine bestellt. Die AV-8A war mit zwei 30-mm-ADEN-Kanonengondeln unter dem Rumpf und zwei Luft-Luft-Raketen AIM-9 Sidewinder bewaffnet. Das Flugzeug wurde von einem Rolls-Royce-Pegasus-Mk-103-Triebwerk mit 95,6 kN Schub angetrieben. Der Typ war sehr wendig und konnte im Unterschallbereich als leistungsfähiger Jagdbomber alle damaligen Kampfflugzeuge ausmanövrieren. Die Herstellerbezeichnung lautete Harrier Mk.50.
AV-8C Harrier
Verbesserte AV-8A mit veränderter Zelle, Pegasus Mk. 15 und superkritischem Tragflächenprofil. AV-8C war nur eine provisorische Bezeichnung, wurde später in XV-16 umbenannt und hat keine Beziehung zur Harrier II. AV-8B wurde zu dieser Zeit für die Trainerversion, die spätere TAV-8A freigehalten. Das Projekt wurde nicht weiter verfolgt, da die als Kunde vorgesehene United States Navy stattdessen allein die Rockwell XFV-12 favorisierte.
AV-8S Matador
Exportversion der AV-8A Harrier für die spanische Marine, Armada Española, später an die Royal Thai Navy (RTN) verkauft. Die Bezeichnung der spanischen Marine lautet VA-1 Matador, die Herstellerbezeichnung Harrier Mk.53 für die erste Produktionscharge und Harrier Mk.55 für die zweite Charge.
TAV-8A Harrier
Zweisitzige Trainerversion für das USMC. Herstellerbezeichnung: Harrier Mk.54.
TAV-8S Matador
Exportversion der TAV-8A Harrier für die spanische Marine. Später ebenfalls an die RTN verkauft. Die Bezeichnung der spanischen Marine lautet VAE-1 Matador, die Herstellerbezeichnung Harrier Mk.54.

### Produktion nach Varianten
| Varianten                                          | Dienstseriennummern                                                                                  | Anzahl                 |
| -------------------------------------------------- | --- | ---------------------- |
| P.1127                                             | XP831, XP836, XP972, XP976, XP980, XP984                                                             | 6                      |
| Kestrel FGA.1                                      | XS688 bis XS696                                                                                      | 9                      |
| GR.1 (Development Batch)                           | XV276 bis XV281                                                                                      | 6                      |
| GR.1 (1. Baulos)                                   | XV738 bis XV762, XV776 bis XV810                                                                     | 60                     |
| GR.1                                               | Ersatzflugzeug XW630                                                                                 | 1                      |
| GR.1 (2. Baulos)                                   | XW916 bis XW924, XW763 bis XW770                                                                     | 17                     |
| T.2 (Entwicklungsflugzeuge)                        | XW174, XW175                                                                                         | 2                      |
| T.2/T.2A (1. Serie)                                | XW264 bis XW272, XW925 bis XW927                                                                     | 12                     |
| AV-8A (Mark 50) (1. Baulos FY 71)                  | BuNo. 158384 bis 158395                                                                              | 12                     |
| AV-8A (Mark 50) (2. Baulos FY 72)                  | BuNo. 158694 bis 158711                                                                              | 18                     |
| AV-8A (Mark 50) (3. Baulos FY 73)                  | BuNo. 158948 bis 158977                                                                              | 30                     |
| AV-8A (Mark 50) (4. Baulos FY 74)                  | BuNo. 159230 bis 159259                                                                              | 30                     |
| AV-8A (Mark 50) (5. Baulos FY 75)                  | BuNo. 159366 bis 159377                                                                              | 12                     |
| T. Mk.52                                           | G-VTOL/ZA250 (Werksmaschine)                                                                         | 1                      |
| T.4, T.4A und T.4N                                 | XW933, XW934, XZ145 bis XZ147, XZ445, ZB600 bis ZB606                                                | 13 (2+4+4+3)           |
| TAV-8A T.Mark 54                                   | BuNo. 159378 bis 159385                                                                              | 8                      |
| GR.3                                               | XZ128 bis XZ139, XZ963 bis XZ973, XZ987 bis XZ999                                                    | 36 (12+24)             |
| AV-8S/Harrier Mark 55 (auch AV-8A/Harrier Mark 50) | | 11 in 2 Baulosen (6+5) |
| TAV-8S/Harrier Mark 58                             | | 2                      |
| Sea Harrier                                        | XZ438 bis XZ440                                                                                      | 3                      |
| Sea Harrier FRS.1                                  | XZ450 bis XZ460, XZ491 bis XZ500, ZA174 bis ZA177, ZA190 bis ZA195, ZD578 bis ZD582, ZD607 bis ZD615 | 45 (31+14)             |
| Indian Sea Harrier FRS Mark 51, T. Mark 60         | | 14 (6+7+1)             |

## Technische Daten
| Kenngröße                | Daten der Harrier GR.3                                                     | Daten der Sea Harrier FA.2                                                 |
| ------------------------ | -------------------------------------------------------------------------- | -------------------------------------------------------------------------- |
| Besatzung                | 1                                                                          | 1                                                                          |
| Länge                    | 13,87 m                                                                    | 14,17 m                                                                    |
| Spannweite               | 7,70 m                                                                     | 7,70 m                                                                     |
| Flügelfläche             | 18,69 m²                                                                   | 18,69 m²                                                                   |
| Flügelstreckung          | 3,2                                                                        |                                                                            |

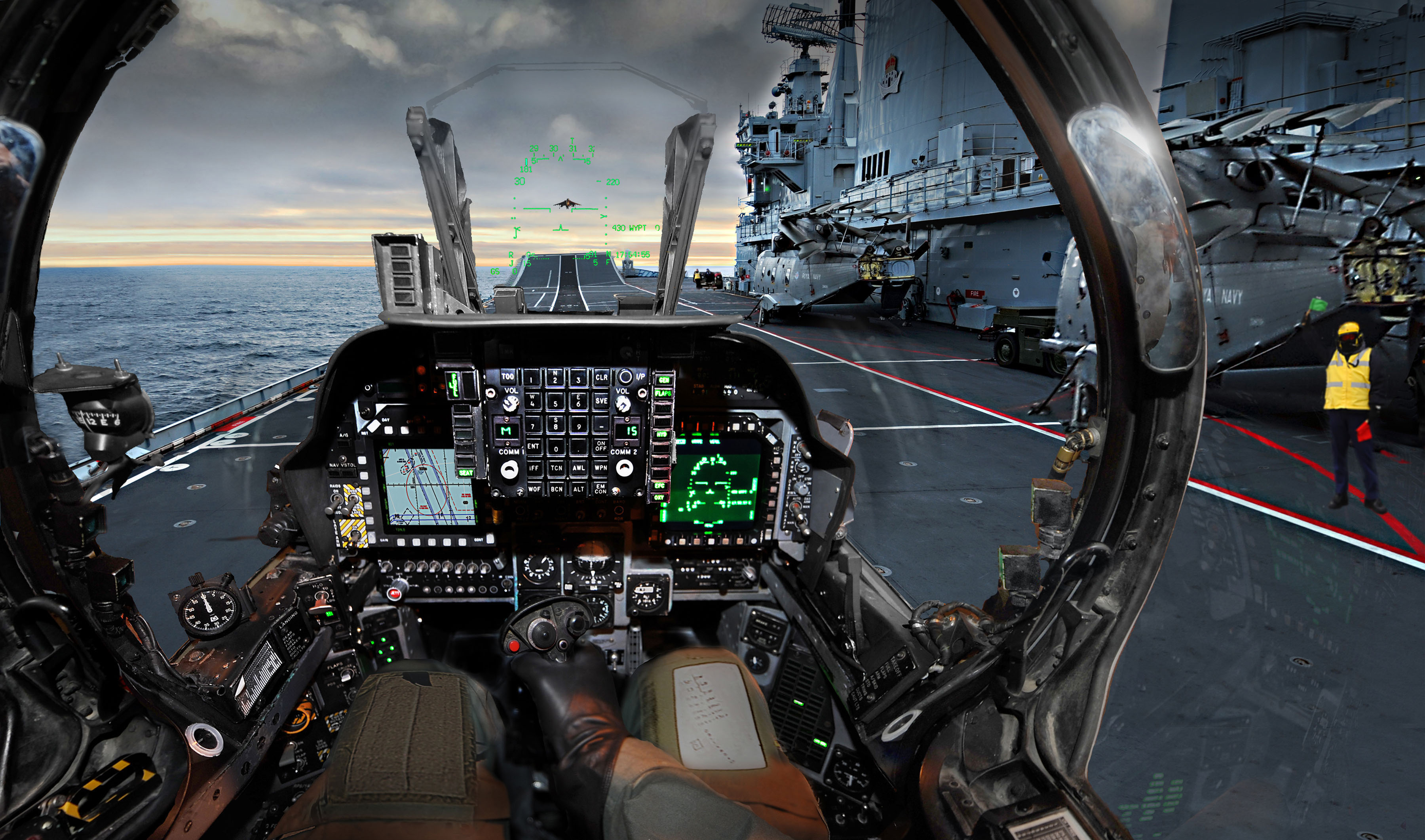
Cockpit der Harrier

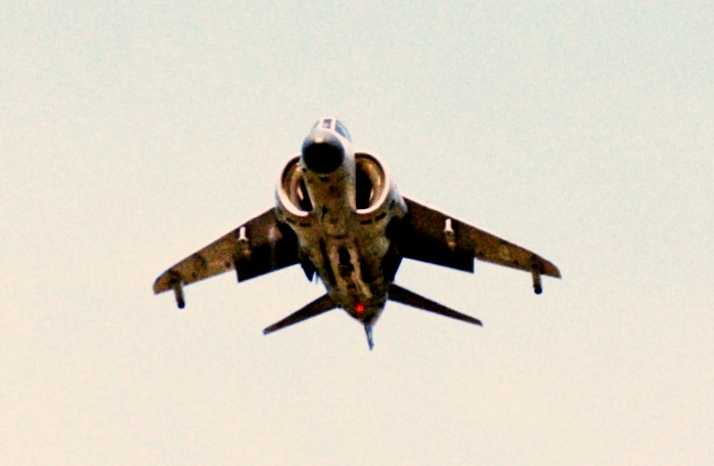
Sea Harrier FA.2 im Landeanflug

| Tragflächenbelastung     | - minimal (Leermasse): 299 kg/m² - nominal (normale Startmasse): 607 kg/m² | - minimal (Leermasse): 352 kg/m² - nominal (normale Startmasse): 636 kg/m² |
| Höhe                     | 3,45 m                                                                     | 3,71 m                                                                     |
| Leermasse                | 5.579 kg                                                                   | 6.580 kg                                                                   |
| Normale Startmasse       | 11.340 kg                                                                  | 11.884 kg                                                                  |
| Höchstgeschwindigkeit    | 1186 km/h                                                                  | 1190 km/h                                                                  |
| Dienstgipfelhöhe         | 15.240 m                                                                   | 15.545 m                                                                   |
| Einsatzradius            | 490 km                                                                     | ca. 550 km                                                                 |
| Bewaffnung               | Außenlasten bis zu 2268 kg                                                 | Außenlasten bis zu 3630 kg                                                 |
| Triebwerk                | ein Mantelstromtriebwerk Rolls-Royce Pegasus Mk 103                        | ein Mantelstromtriebwerk Rolls-Royce Pegasus Mk 106                        |
| Schubkraft               | 95,65 kN                                                                   | 96,73 kN                                                                   |
| Schub-Gewicht-Verhältnis | - maximal (Leermasse): 1,75 - nominal (normale Startmasse): 0,86           | - maximal (Leermasse): 1,50 - nominal (normale Startmasse): 0,83           |

## Bewaffnung

### Unterrumpfbehälter
- 2 × 30-mm-Revolver-Maschinenkanonen Royal Small Arms Factory ADEN Mk.4 in je einem externen Behälter mit je 130 Schuss Munition

### Außenlaststationen
Bewaffnung von bis zu 2268 kg an fünf Außenlaststationen unter den beiden Tragflächen und unter dem Rumpf:
Luft-Luft-Lenkflugkörper
- 2–4 × LAU-7/A-Startschienen für je 1 × Ford AIM-9D/G/L/M „Sidewinder“ – infrarotgesteuert für Kurzstrecken
- 2 × Startschienen für je 1 × Matra R.550 „Magic“ (nur indische Sea Harrier FRS.Mk.51) – infrarotgesteuert für Kurzstrecken
- 4 × LAU-106-Startschienen für je 1 × Raytheon AIM-120B „AMRAAM“ (nur Sea Harrier FA.2)

Luft-Boden-Lenkwaffen
- 2 × Matra/Hawker-Siddeley AS-37 „Martel“ – Radarbekämpfungs-Lenkflugkörper (nur Harrier GR.3/Sea Harrier FRS.Mk.1)
- 2 × MBDA ALARM – Radarbekämpfungs-Lenkflugkörper (nur Sea Harrier FA.2)
- 2 × BAe Sea Eagle – Seezielflugkörper (nur indische Sea Harrier FRS.Mk.51)

Ungelenkte Luft-Boden-Raketen
- 4 × Raketen-Rohrstartbehälter MATRA F4 für je 18 × ungelenkte SNEB-(TDA)-Luft-Boden-Raketen, Kaliber 68 mm
- 4 × Raketen-Rohrstartbehälter MATRA 116M für je 19 × ungelenkte SNEB-Luft-Boden-Raketen, Kaliber 68 mm
- 4 × Raketen-Rohrstartbehälter LAU-10C/A für je 4 × ungelenkte ZUNI-Luft-Boden-Raketen, Kaliber 127 mm

Gelenkte Bomben
- 2 × Emerson GBU-123B „Skipper“ (454 kg, raketenunterstützte lasergelenkte Bombe)
- 2 × GBU-16B/B „Paveway II“ (454 kg, lasergelenkte Gleitbombe)

Ungelenkte britische Bomben
- 7 × Hunting Engineering BL755 (264-kg-Panzerbekämpfungs-Streubombe mit 7×21 Bomblets)
- 5 × Royal Ordnance MC/GP Mk.10 (1.000-lb-/454-kg-Freifallbombe)
- 5 × Royal Ordnance MC/GP Mk.20 (540-lb-/245-kg-Freifallbombe)
- 2 × Lepus (80-kg-Leuchtbombe, erzeugt Beleuchtung mittels Magnesium, Fall verzögert durch Fallschirm)
- 1 × WE.177 (fallschirmverzögerte 10-kt-Nuklearbombe)

Ungelenkte amerikanische Bomben
- 6 × Mark 81 LDGP (119-kg-Freifallbombe)
- 6 × Mark 82 LDGP (227-kg-Freifallbombe)
- 2 × Mark 83 LDGP (460-kg-Freifallbombe)
- 5 × Mk.77 Mod 5 (235-kg-/520-lb-Napalm-Brandbombe)
- 4 × Mark 20 „Rockeye II“ /CBU-100 (220-kg-Streubombe)

Zusatzbehälter
- 2 × abwerfbare Zusatztanks für 455 Liter Kerosin
- 2 × abwerfbare Zusatztanks für 854 Liter Kerosin (nur Sea Harrier)
- 2 × Aufklärungsbehälter Port Facing Oblique (PFO) mit einem F.95-Fotoapparat

### Selbstverteidigungssysteme
Radarwarner
Ab der Harrier GR.3 sowie der SeaHarrier FA.2 wurden Radarwarngeräte eingebaut.
Täuschkörperwerfer
Kurz vor dem Falklandkrieg ließ die RN in ihre SeaHarrier-Täuschkörperwerfer vom Typ BAe AN/ALE-40 einbauen.

## Nutzer

### Nutzerstaaten
Indien – Indian Navy
- 57 × Sea Harrier FRS.51
- 4 × Harrier T.60

 Italien – Marina Militare
- 14 × AV-8B+ (ursprünglich 16)
- 2 × TAV-8B

 Spanien – Armada Española
- 10 × AV-8S (VA.1)
- 2 × TAV-8S Matador (VAE.1)

 Thailand – Royal Thai Navy
- 7 × AV-8S
- 2 × TAV-8S Matador – alle von Spanien erhalten, das letzte flugtüchtige Exemplar wurde 2006 stillgelegt

 Vereinigtes Königreich
Royal Air Force
- 118 × Harrier GR1/GR1A/GR3
- 15 × T2/T2A
- 14 × T4/T4A

Royal Navy
- 49 × Harrier T4N/T8
- 76 × Sea Harrier FRS1/FA2

 Vereinigte Staaten
United States Marine Corps
- 113 × AV-8A/C Harrier
- 8 × TAV-8A Harrier

### Stationierungsorte in Deutschland
- Royal Air Force Germany
  - RAF Gütersloh, Januar 1977 bis April 1992, Harrier GR3/T4 (3. und 4. Squadron, GTF)
  - RAF Wildenrath, Juni 1970 bis April 1977, Harrier GR1A/T2/GR3/T4 (3., 4. und 20. Squadron)

Anmerkung: Die Anzahl der Staffeln wurde bei der Verlegung der Harrier Force nach Gütersloh wegen der dortigen örtlichen Gegebenheiten reduziert; die Anzahl der Maschinen insgesamt – nominal 36 Stück – blieb jedoch über die zwei Jahrzehnte nahezu konstant. Ab Ende 1990 wurden bei Gütersloh Station Flight (GTF) noch einige T4 weiter geflogen, da es von der mittlerweile bei den beiden Einsatz-Staffeln geflogenen zweiten Harrier-Generation damals noch keinen Zweisitzer gab.

## Verbleib in deutschen Museen
Zwei Exemplare werden zurzeit in deutschen Museen ausgestellt. Die XV278 (GR.1) steht im Militärhistorischen Museum Flugplatz Berlin-Gatow. Im Flugplatz Museum Gütersloh befindet sich XZ996 (GR.3), sowie die Cockpit-Sektion von ZD670 (GR.3). In der Flugausstellung Hermeskeil befindet sich die XZ998 (GR.3).